# یواس‌اس آر-۸ (اس‌اس-۸۵)
یواس‌اس آر-۸ (اس‌اس-۸۵) (به انگلیسی: USS R-8 (SS-85)) یک زیردریایی بود که طول آن ۱۸۶ فوت ۲ اینچ (۵۶٫۷۴ متر) بود. این زیردریایی در سال ۱۹۱۹ ساخته شد.